# Jüdische Gemeinde (Kladno)
Die Jüdische Gemeinde in Kladno (deutsch Kladen), einer Stadt im Okres Kladno in Tschechien, bestand von 1893 bis 1939 und für kurze Zeit nach 1945.

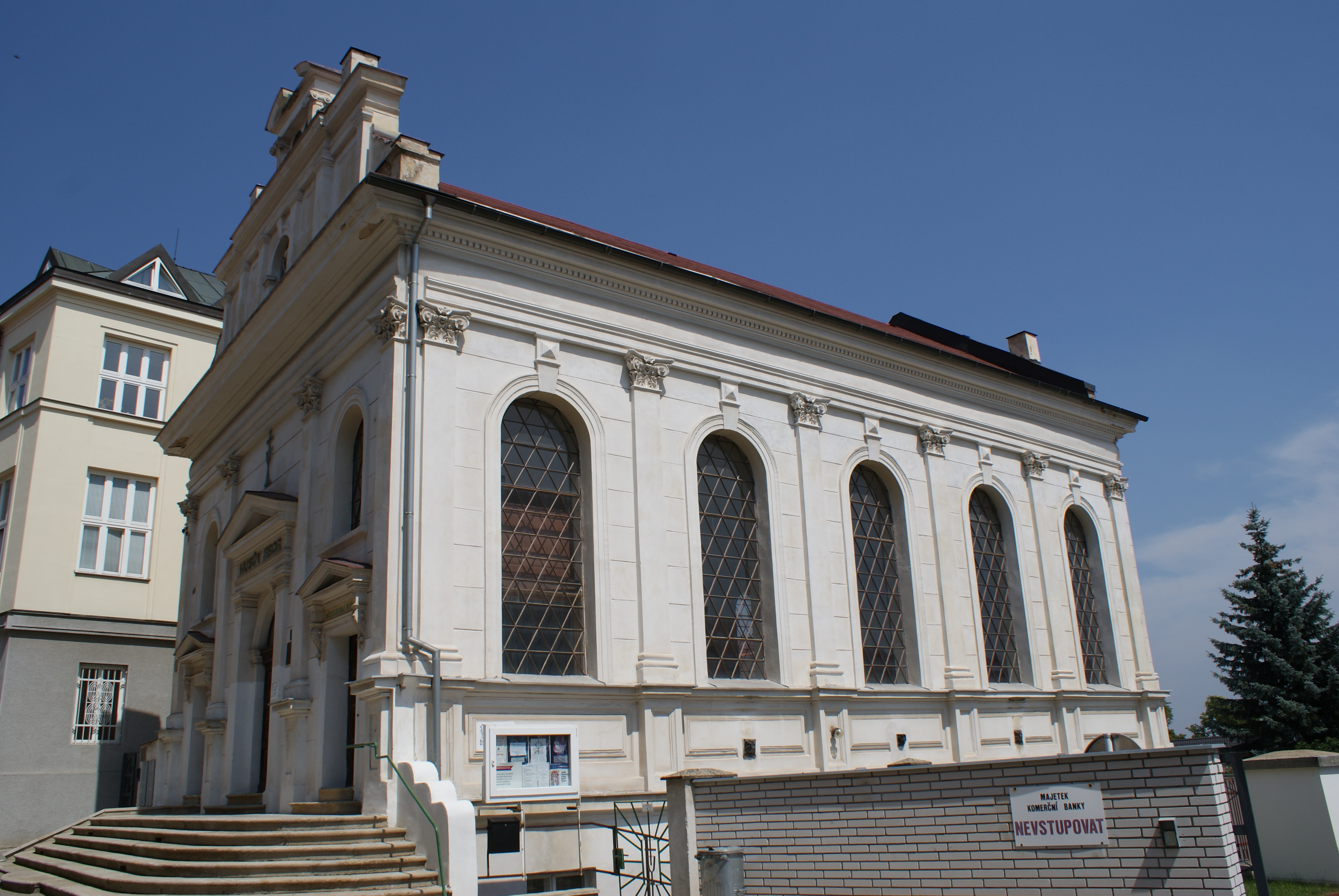
Ehemalige Synagoge Kladno

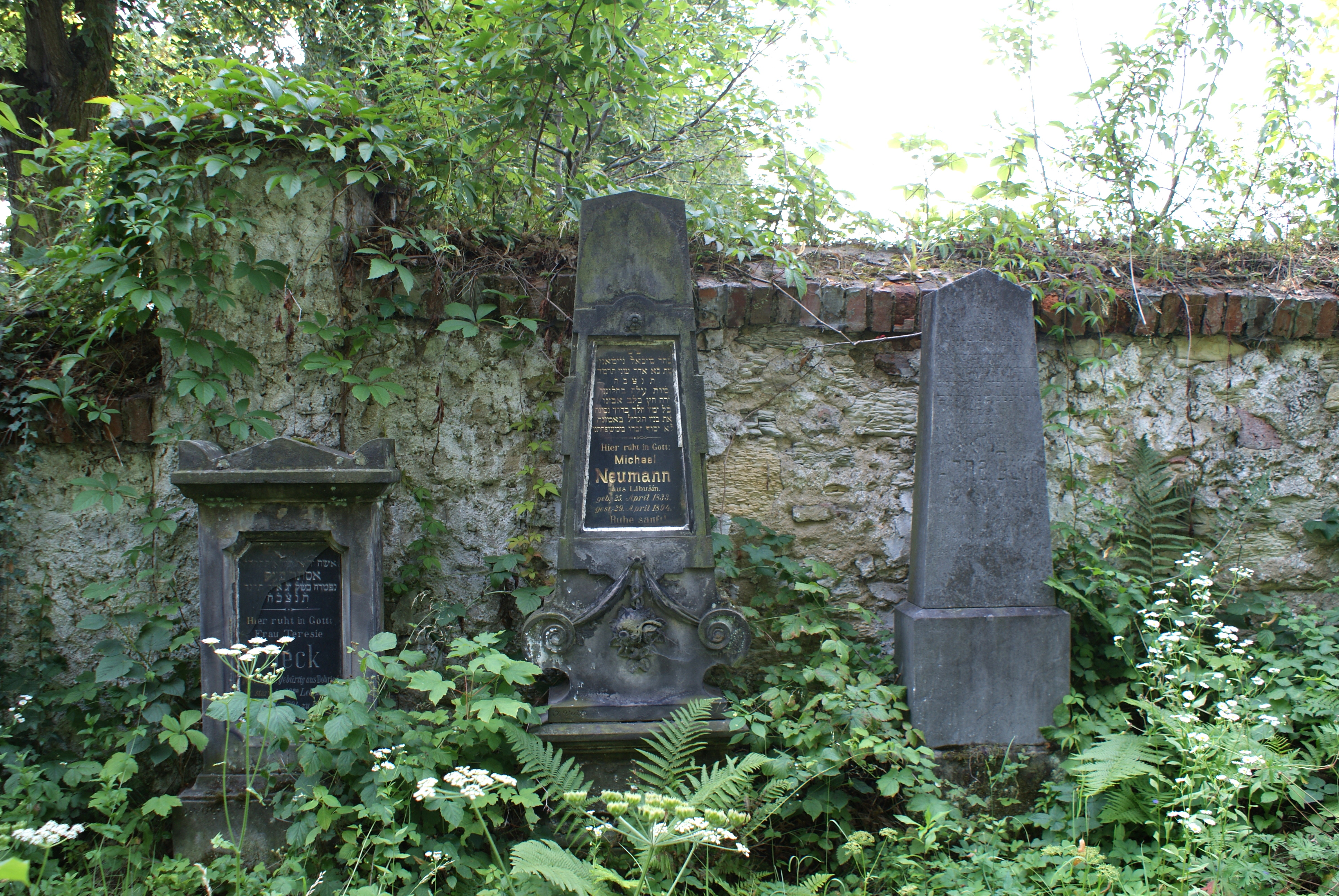
Jüdischer Friedhof Kladno

## Geschichte
König Leopold erließ 1693 ein Gesetz, welches den Juden im Machtbereich der Habsburgermonarchie den 7-Meilen-Umkreis von Bergbaustädten verbot.
Dieses Gesetz wurde erst 1861 aufgehoben.
Von diesem Verbot war auch die Stadt Kladno betroffen.
Deshalb gab es in Kladno am Anfang des 19. Jahrhunderts nur zwei bis drei jüdische Familien, die eine besondere Aufenthaltserlaubnis besaßen.
Nach Aufhebung des Verbotes und durch den verstärkten Zustrom von Arbeitskräften ab der 1850er Jahre kamen viele jüdische Familien nach Kladno.
Nun bildete sich eine jüdische Gemeinde, die ab 1860 einen eigenen Betraum besaß.
1880 wurde ein jüdischer Friedhof angelegt, der bis heute benutzt wird.
1884 hatte die Gemeinde bereits mehrere hundert Mitglieder.
Es wurde eine Synagoge im Stile der Neu-Renaissance vom Prager Baumeister Emanuel Brandt geschaffen und 1884 eingeweiht.
1893 wurde die Gemeinde offiziell als israelitische Kultusgemeinde ausgewiesen.
Im Bergbau und in der Industrie Kladnos betätigten sich jüdische Unternehmer.
Viele Juden verließen schon vor dem Einmarsch der Deutschen 1939 in die Tschechoslowakei Kladno.
Die restliche jüdische Bevölkerung von Kladno wurde im Februar 1942 in das KZ Theresienstadt verschleppt und dort oder später in den Vernichtungslagern in Polen ermordet.
Nach Ende des Zweiten Weltkrieges gab es für kurze Zeit in Kladno erneut eine jüdische Gemeinde.

## Anzahl der Juden in Kladno
| Jahr       | Gemeindemitglieder      | in % der Gesamteinwohnerschaft |
| ---------- | ----------------------- | ------------------------------ |
| 1849       | 3 Familien              |                                |
| 1880       | ca. 300 Personen        |                                |
| 1900       | 388 (oder 430) Personen | ca. 2 %                        |
| 1921       | 260 Personen            |                                |
| 1930       | 210 Personen            |                                |
| 1942 (Mai) | keine                   |                                |

## Persönlichkeiten
- Ota Pavel (1930–1973), Schriftsteller und Journalist
- Antonin Raymond (1888–1976), Architekt

## Verwandte Artikel
- Synagoge (Kladno) ⊙
- Jüdischer Friedhof (Kladno) ⊙